# Saison 2001-2002 de l'USM Blida
Maillots
Chronologie
Saison précédente Saison suivante
La saison 2001-2002 de l'Union sportive de la médina de Blida est la 17e saison du club en première division du championnat d'Algérie. Le club prend part au championnat d'Algérie et à la Coupe d'Algérie.
Le championnat d'Algérie débute le 30 août 2001, avec la première journée de Super Division, pour se terminer le 1er juillet 2002 avec la dernière journée de cette même compétition. L'USMB se classe treizième du championnat.

## Compétitions

### Championnat

#### Rencontres
Le tableau ci-dessous retrace dans l'ordre chronologique les 35 rencontres officielles jouées par l'USM Blida durant la saison. Le club blidéen participe aux 30 journées du championnat, ainsi qu'à cinq rencontre de Coupe d'Algérie. Les buteurs sont accompagnés d'une indication entre parenthèses sur la minute de jeu où est marqué le but et, pour certaines réalisations, sur sa nature (penalty ou contre son camp). Le bilan général de la saison est de 14 victoires, 8 matchs nuls et 13 défaites.
| Date              | J           | Adversaire            | Lieu                                       | Résultat | Buteurs pour l'USMB                                           | Références |
| MATCHS ALLER      |             |                       |                                            |          |                                                               |            |
| 30 août 2001      | 1re journée | USM Alger             | Blida - Stade Mustapha-Tchaker             | 0-0      | -                                                             | Rapport    |
| 18 septembre 2001 | 2e journée  | CR Belouizdad         | Alger. Stade du 20 août.                   | 1-0      | -                                                             | Rapport    |
| 13 septembre 2001 | 3e journée  | JSM Béjaïa            | Blida - Stade Mustapha-Tchaker             | 0-1      | -                                                             |            |
| 21 septembre 2001 | 4e journée  | CA Batna              | Batna. Stade Sefouhi.                      | 0-0      | -                                                             | Rapport    |
| 28 septembre 2001 | 5e journée  | JS Kabylie            | Tizi Ouzou. Stade du 1e Novembre.          | 1-0      | -                                                             | Rapport    |
| 11 octobre 2001   | 6e journée  | AS Ain M'lila         | Blida - Stade Mustapha-Tchaker             | 1-0      | Kherkhache 45e                                                | Rapport    |
| 18 octobre 2001   | 7e journée  | MC Oran               | Oran. Stade Habib Bouakeul.                | 2-1      | Kherkhache 59e                                                | Rapport    |
| 24 octobre 2001   | 8e journée  | WA Tlemcen            | Blida - Stade Mustapha-Tchaker             | 0-0      | -                                                             | Rapport    |
| 1er novembre 2001 | 9e journée  | MC Alger              | Alger, Stade du 5 juillet                  | 2-1      | Kherkhache 62e                                                | [ Rapport] |
| 22 novembre 2001  | 10e journée | RC Kouba              | Blida - Stade Mustapha-Tchaker             | 3-1      | Diss 21e, Zouani 58e 87e                                      | Rapport    |
| 29 novembre 2001  | 11e journée | CA Bordj Bou Arreridj | Bordj. Complexe Sportif du 20 août.        | 2-4      | Kherkhache 1re 62e 77e 83e                                    | Rapport    |
| 13 décembre 2001  | 12e journée | MO Constantine        | Blida - Stade Mustapha-Tchaker             | 2-1      | Badache 46e Kherkhache 60e                                    | Rapport    |
| 21 décembre 2001  | 13e journée | ES Sétif              | Sétif. Stade du 8 mai 1945.                | 1-1      | Aït Mokhtar 84e                                               | Rapport    |
| 7 janvier 2002    | 14e journée | USM Annaba            | Blida - Stade Mustapha-Tchaker             | 5-1      | Bakir 2e, Kherkhache 31e 85e 93e, Aït Mokhtar 86e             | Rapport    |
| 3 janvier 2001    | 15e journée | ASM Oran              | Oran, Stade Habib Bouakeul.                | 1-0      | -                                                             | Rapport    |
| MATCHS RETOUR     |             |                       |                                            |          |                                                               |            |
| 7 février 2002    | 16e journée | USM Alger             | Alger. Stade Omar Hammadi.                 | 1-0      | -                                                             | Rapport    |
| 14 février 2002   | 17e journée | CR Belouizdad         | Blida - Stade Mustapha-Tchaker             | 2-4      | Badache 40e, Aït Mokhtar 90+2e                                | Rapport    |
| 18 février 2002   | 18e journée | JSM Béjaïa            | Bejaïa. Stade de l'Unité Maghrebine.       | 0-0      | -                                                             | Rapport    |
| 25 février 2002   | 19e journée | CA Batna              | Blida - Stade Mustapha-Tchaker             | 4-0      | Kherkhache 1re, Zouani 60e, de Oliveira (en) 75e, Badache 85e | Rapport    |
| 7 mars 2002       | 20e journée | JS Kabylie            | Blida - Stade Mustapha-Tchaker             | 0-0      | -                                                             | Rapport    |
| 22 mars 2002      | 21e journée | AS Ain M'lila         | Chelghoum Laïd. Stade du 11 décembre 1981. | 1-0      | -                                                             | Rapport    |
| 11 avril 2002     | 22e journée | MC Oran               | Blida - Stade Mustapha-Tchaker             | 2-1      | Diss 51e, Zouani 90e                                          | Rapport    |
| 25 avril 2002     | 23e journée | WA Tlemcen            | Tlemcen. Stade Akid Lotfi.                 | 0-0      | -                                                             | Rapport    |
| 2 mai 2002        | 24e journée | MC Alger              | Blida - Stade Mustapha-Tchaker             | 3-0      | Kherkhache 8e, Diss 12e, Zouani 60e                           | Rapport    |
| 20 mai 2002       | 25e journée | RC Kouba              | Kouba. Stade Benhaddad.                    | 1-1      | Harkas 81e                                                    | Rapport    |
| 3 juin 2002       | 26e journée | CA Bordj Bou Arreridj | Blida - Stade Mustapha-Tchaker             | 3-0      | Drali 8e, Zouani 60e, Aouameur 86e (csc)                      | Rapport    |
| 13 juin 2002      | 27e journée | MO Constantine        | Constantine. Stade Chahid Hamlaoui.        | 2-1      | Bakir 14e                                                     | Rapport    |
| 17 juin 2002      | 28e journée | ES Sétif              | Blida - Stade Mustapha-Tchaker             | 2-0      | Galloul 10e, Bakir 47e                                        | Rapport    |
| 24 juin 2002      | 29e journée | USM Annaba            | Annaba. Stade du 19 juin 1956.             | 1-0      | -                                                             | Rapport    |
| 1er juillet 2002  | 30e journée | ASM Oran              | Blida - Stade Mustapha-Tchaker             | 1-3      | Amrouche 63e                                                  |            |

#### Classement final
Le classement est établi sur le barème de points suivant : une victoire vaut 3 points, un match nul 1 point et une défaite 0 point.
| Rang | Équipe                  | Pts | J  | G  | N  | P  | Bp | Bc | Diff |
| ---- | ----------------------- | --- | -- | -- | -- | -- | -- | -- | ---- |
| 1    | USM Alger               | 57  | 30 | 17 | 6  | 7  | 37 | 24 | +13  |
| 2    | JS Kabylie              | 52  | 30 | 15 | 7  | 8  | 47 | 24 | +23  |
| 3    | WA Tlemcen C            | 51  | 30 | 14 | 9  | 7  | 39 | 24 | +15  |
| 4    | CR Belouizdad T -1      | 51  | 30 | 16 | 4  | 10 | 45 | 31 | +14  |
| 5    | MC Oran                 | 45  | 30 | 13 | 6  | 11 | 31 | 28 | +3   |
| 6    | MO Constantine          | 44  | 30 | 13 | 5  | 12 | 28 | 30 | -2   |
| 7    | CA Bordj Bou Arreridj P | 41  | 30 | 12 | 5  | 13 | 31 | 46 | -15  |
| 8    | ES Sétif                | 40  | 30 | 12 | 4  | 14 | 27 | 30 | -3   |
| 9    | ASM Oran                | 39  | 30 | 11 | 6  | 13 | 37 | 33 | +4   |
| 10   | USM Annaba              | 39  | 30 | 11 | 6  | 13 | 31 | 43 | -12  |
| 11   | JSM Béjaïa              | 38  | 30 | 9  | 11 | 10 | 21 | 27 | -6   |
| 12   | CA Batna                | 37  | 30 | 10 | 7  | 13 | 25 | 29 | -4   |
| 13   | USM Blida -2            | 36  | 30 | 10 | 8  | 12 | 37 | 28 | +9   |
| 14   | RC Kouba P              | 34  | 30 | 9  | 7  | 14 | 33 | 35 | -2   |
| 15   | MC Alger -1             | 33  | 30 | 7  | 13 | 10 | 27 | 33 | -6   |
| 16   | AS Aïn M'lila           | 23  | 30 | 5  | 8  | 17 | 15 | 46 | -31  |

Résultat
- Qualifié pour la Ligue des champions 2003
- Qualifié pour la Coupe de la CAF 2003
- Qualifié pour la Coupe des coupes 2003

Relégation
- Relégation en Division 2

Abréviations
T : Tenant du titre

C : Vainqueur de la Coupe d'Algérie 2001-2002

P : Promus de Division 2

-* : Points de pénalité

### Coupe d'Algérie

#### Rencontres
| Date         | Tour          | Adversaire        | Stade (ville)                  | Résultat       | Buteurs pour l'USMB         | Références |
| 14 mars 2002 | 32e de finale | RC Kouba          | Alger. Stade Benhaddad.        | 0-0            | (t.a.b 3-4)                 | Rapport    |
| 28 mars 2002 | 16e de finale | CR Beni Thour     | Ouargla. Stade du 18 février.  | 1-2            | Kherkhache 25e, Harkas 110e | Rapport    |
| 10 mai 2002  | 8e de finale  | HB Chelghoum Laïd | Blida. Stade Mustapha Tchaker. | 2-0            | Baïd 82e, Aït Mokhtar 91e   | Rapport    |
| 24 mai 2002  | 4e de finale  | MC Alger          | Blida. Stade Mustapha Tchaker. | 2-0            | Diss 6e, Zouani 94e         | Rapport    |
| 10 juin 2002 | 2e de finale  | MC Oran           | Oran. Stade Ahmed Zabana.      | 1 - 0 puis 3-1 | Badache 35e                 | Rapport    |

## Statistiques
| Rang | Joueur              | Cham. | Coupe | Total |
| ---- | ------------------- | ----- | ----- | ----- |
| 1    | Kamel Kherkhache    | 13    | 1     | 14    |
| 2    | Billal Zouani       | 6     | 1     | 7     |
| 3    | Mohamed Badache     | 3     | 1     | 4     |
| 3    | Smaïl Diss          | 3     | 1     | 4     |
| 3    | Hakim Ait Mokhtar   | 3     | 1     | 4     |
| 4    | Bakir               | 3     | 0     | 3     |
| 5    | Billel Harkas       | 1     | 1     | 2     |
| 6    | Salim Drali         | 1     | 0     | 1     |
| 6    | Rezki Amrouche      | 1     | 0     | 1     |
| 6    | Samir Galoul        | 1     | 0     | 1     |
| 6    | de Oliveira (en)    | 1     | 0     | 1     |
| 6    | Baïd                | 0     | 1     | 1     |
|      | But contre son camp | 1     | 0     | 1     |
|      | Total               | 37    | 7     | 44    |

| Rang | Joueur              | Cham. | Coupe | Total |
| ---- | ------------------- | ----- | ----- | ----- |
| 1    | de Oliveira (en)    | 13    | 2     | 15    |
| 2    | Billal Zouani       | 4     | 0     | 4     |
| 3    | Hakim Aït Mokhtar   | 3     | 0     | 3     |
| 3    | Abdennour Krebaza   | 2     | 1     | 3     |
| 3    | Sid Ahmed Belouahem | 2     | 0     | 2     |
| 3    | Kamel Kherkhache    | 2     | 0     | 2     |
| 3    | Bakir               | 2     | 0     | 2     |
| 4    | Samir Galoul        | 1     | 0     | 1     |
| 4    | Mohamed Badache     | 1     | 0     | 1     |